# Викинг (банк)
Банк «Викинг» (Акционерное Общество «Коммерческий Акционерный Банк „Викинг“», англ. Commercial Bank «Viking» Stock Company, «Vikingbank»; Commerzbank «Wiking» AG, «Wikingbank») — первый коммерческий банк, созданный в РСФСР. Обладает базовой лицензией на осуществление банковских операций со средствами в рублях и иностранной валюте.

## Наименование
Банк «Викинг» создан на базе кооперативного банка «Патент», который получил 26 августа 1988 года от Госбанка СССР банковскую лицензию № 2. Лицензию № 1 Госбанка СССР получил Банк «Союз» (г. Чимкент, Республика Казахстан). Таким образом, банк «Патент» является первым в РСФР коммерческим банком.
В 1991 году банк «Патент» был преобразован в акционерное общество, в 1994 году переименован в «Викингбанк». Банк получил название от зарубежных партнеров (совместного советско-шведского предприятие «Викинг», учрежденного в 1988 году), которые впоследствии вышли из банковского бизнеса в России. В 1997 году банк менял название на «Викинг».

## Финансовая деятельность
По состоянию на 2019 год активы банка достигают 1,8 миллиарда рублей Это небольшой банк, чья деятельность сконцентрирована в Санкт-Петербурге. Круг клиентов представлен промышленными предприятиями Санкт-Петербурга, Ленинградской области и Карелии. Деятельность банка финансируется за счёт собственных средств и привлечённых средств юридических лиц. Банк входит в систему страхования вкладов.

## Владелец
По данным Банка России Банк «Викинг» через группу юридических лиц контролируется петербургским предпринимателем Алексеем Устаевым.